# Bedrijf
Een bedrijf of onderneming is een organisatie van arbeid en kapitaal die actief is in de productie of het aanbieden van goederen of diensten. In de (klassieke) economische theorie zijn bedrijven gericht op het maken van winst. Een bedrijf dat tastbare producten maakt wordt een fabrikant genoemd.

## Betrokkenen
Bij een bedrijf zijn belanghebbenden betrokken, zoals:
- ondernemer(s)
- klanten
- eigenaren en/of aandeelhouders
- personeel, werknemers
- leveranciers
- concurrenten
- toezichthouders namens de overheid, andere autoriteit of belangenorganisatie
- bestuur van een stichting of vereniging of van de aandeelhoudersvergadering

## Doelen
De verschillende betrokkenen hebben elk verschillende doelen, waarbij doel en middel ook verschillend of strijdig kunnen zijn, zoals:
- een product of dienst leveren;
- zorgen voor inkomsten;
- zorg voor continuïteit, voortbestaan en groei van het bedrijf;
- belangen van milieu;
- sociale belangen;
- maatschappelijke belangen.

## Soorten organisaties
Er kan hierbij een onderscheid worden gemaakt in commerciële en niet-commerciële organisaties, ook wel profit- en non-profitorganisatie genoemd.

### Commerciële organisaties
Een onderneming die maar één product verhandelt is een mono-productonderneming. Een onderneming die kant en klare producten inkoopt om ze vervolgens te verkopen wordt een handelsonderneming genoemd.
Bij commerciële organisaties is er sprake van een onderneming waar risico's worden gelopen en waar het streven naar winst noodzakelijk is voor het voortbestaan. Om hun klanten op een zo efficiënt mogelijke manier te bereiken en aan te spreken met hun diensten, wordt er nauwkeurig gelet op de vier -P's-: prijs, plaats, product en promotie.
Tegenwoordig handelen bedrijven ook steeds vaker volgens 3 andere P's: People, Planet en natuurlijk Profit. In deze ruimere benadering wordt er ook rekening gehouden met de meerwaarde of kosten voor mens, maatschappij en de omgeving (m.a.w. duurzaam ondernemen).

### Niet-commerciële organisaties
Bij niet-commerciële organisaties zoals non-profitorganisaties, ngo's en vzw's is dit winststreven niet het eerste doel. Het doel van het bedrijf dient te worden gezocht in een nut of welzijn van (een bepaald deel van) de bevolking.

## Juridisch

### Rechtsvormen
Bij ondernemingen en/of bedrijven kunnen, afhankelijk van het land, verschillende rechtsvormen worden onderscheiden. Elke rechtsvorm heeft andere rechten en plichten. Een eerste indeling die kan worden gemaakt is naar land en die in persoonlijke ondernemingsvormen en rechtspersonen.

### Europese Unie
Uit het Europese mededingingsrecht is een ondernemingsbegrip naar voren gekomen dat in zijn klassieke formulering luidt: elke eenheid die een economische activiteit uitoefent, ongeacht haar rechtsvorm en de wijze waarop zij wordt gefinancierd. Onder 'economische activiteit' wordt verstaan iedere activiteit, zelfs los van het nastreven van winst, waarmee wordt deelgenomen aan het economische verkeer en die bestaat in het aanbieden van goederen en diensten op een bepaalde markt. Deze jurisprudentiële termen hebben sindsdien hun intrede gedaan in de regelgeving, bijvoorbeeld over de bescherming van persoonsgegevens.

### Inschrijfplicht
Alle ondernemingen en rechtspersonen in Nederland moeten zich inschrijven in het Handelsregister bij de Kamer van Koophandel. Volgens de wet heeft men een onderneming als men zelfstandig goederen of diensten levert aan anderen, met de bedoeling om winst te maken.

### België
Onder invloed van de EU is het begrip 'onderneming' een steeds centralere plaats gaan innemen in het Belgisch recht, ten koste van andere operationele termen als 'handelaar' en 'winstoogmerk'. Het Wetboek van Economisch Recht geeft als algemene definitie van een onderneming: elke natuurlijke persoon of rechtspersoon die op duurzame wijze een economisch doel nastreeft, alsmede zijn verenigingen. Voor deelwetgevingen worden andere definities gebruikt, bijvoorbeeld inzake boekhouding, insolventie, Kruispuntbank van Ondernemingen, betalingsachterstand of rechterlijke bevoegdheid.

## Statistische indeling
Het CBS heeft een indeling gemaakt naar sectoren, de zogenaamde Standaard Bedrijfsindeling (SBI).
Op het hoogste niveau kent deze indeling de volgende secties:
1. Landbouw, bosbouw en visserij
2. Winning van delfstoffen
3. Industrie
4. Productie en distributie van en handel in elektriciteit, aardgas, stoom en gekoelde lucht
5. Winning en distributie van water; afval- en afvalwaterbeheer en sanering
6. Bouwnijverheid
7. Groot- en detailhandel; reparatie van auto's
8. Vervoer en opslag
9. Logies-, maaltijd- en drankverstrekking
10. Informatie en communicatie
11. Financiële instellingen
12. Verhuur van en handel in onroerend goed
13. Advisering, onderzoek en overige specialistische zakelijke dienstverlening
14. Verhuur van roerende goederen en overige zakelijke dienstverlening
15. Openbaar bestuur; overheidsdiensten en verplichte sociale verzekeringen
16. Onderwijs
17. Gezondheids- en welzijnszorg
18. Cultuur; sport en recreatie
19. Overige dienstverlening
20. Huishoudens als werkgever; niet-gedifferentieerde productie van goederen en diensten door huishoudens voor eigen gebruik
21. Extraterritoriale organisaties en lichamen

Andere indelingen zijn de NACE-code (Nomenclature statistique des activités économiques dans la Communauté Européenne) van de Europese Unie en de International Standard Industrial Classification of All Economic Activities (ISIC) van de Verenigde Naties.